# Harringay
Harringay är en ort i Storbritannien.   Den ligger i grevskapet Greater London och riksdelen England, i den södra delen av landet, i huvudstaden London. Harringay ligger 19 meter över havet och antalet invånare är 16 500.
Terrängen runt Harringay är platt. Runt Harringay är det mycket tätbefolkat, med 9 644 invånare per kvadratkilometer. Närmaste större samhälle är City of London, 7,7 km söder om Harringay. Runt Harringay är det i huvudsak tätbebyggt.